# Zapiski stanu poważnego
Zapiski stanu poważnego – powieść obyczajowa Moniki Szwai z roku 2004.

## Opis fabuły
Główna bohaterka to Wiktoryna Sokołowska’ zwana „Wiką”. Jest dziennikarką telewizyjną, realizuje programy o morzu, a także reportaże o różnorodnej tematyce. Nie ma męża, zdarzają jej się jednak przygody miłosne.
Pewnego dnia okazuje się, że Wika jest w ciąży. Nie jest jednak pewna, z kim ma mieć dziecko i czy na pewno chce je urodzić. Po przemyśleniu wszystkiego i oswojeniu się z nową sytuacją postanawia zostać matką. Okazuje się, że jeden z mężczyzn, z którymi uprawiała seks, jest bezpłodny. Ojcem dziecka musi więc być ten drugi. Wika postanawia poradzić sobie sama bez względu na decyzję mężczyzny o ewentualnym uznaniu dziecka. Jak się okazuje, jest to młody chłopak, który ma narzeczoną z dobrego domu i nie ma zamiaru ani ożenić się z Wiką, ani w jakiś sposób ją wesprzeć.
Sytuację ciężarnej kobiety pogarsza też konflikt rodzinny – jej rodzice, a zwłaszcza ojciec, są oburzeni lekkomyślnością córki oraz faktem, że będzie miała nieślubne dziecko. Ojciec rozkazuje jej wręcz, że powinna znaleźć sobie jakiegokolwiek mężczyznę, który ożeniłby się z nią oraz pomógł w wychowaniu pociechy; zaleca nawet danie stosownego ogłoszenia do gazety.
Wika nie ma zamiaru szukać na siłę ojca dla swego dziecka, a w związku z tym nie może liczyć na pomoc ze strony rodziców. Postanawia pracować, dopóki będzie mogła. Podczas wykonywania czynności służbowych poznaje Tymona Wojtyńskiego. Między Wiką a nim nawiązuje się nić sympatii, która może przerodzić się w głębsze uczucie. Sytuacja jest jednak skomplikowana – Tymon ma żonę, z którą jest w separacji, jednak kobieta ta stara się uprzykrzać mu życie. Nie może więc liczyć na rozwód za porozumieniem stron. Wika ma też wątpliwości, czy Tymon zechce wychowywać nieswoje dziecko i czy potrafi być dla niego dobrym ojcem.